# British Rail Class 710
British Rail Class 710  Aventra — тип зчленованих електропотягів серії Aventra Bombardier, побудованих компанією Bombardier Transportation для мережі London Overground. Контракт на постачання 45 чотиривагонних поїздів було укладено в липні 2015 року, і спочатку поїзди мали бути введенні в експлуатацію у травні 2018 року, проте введення в експлуатацію було відкладено до травня 2019 року 

## Специфікація
- Довжина поїзда: 
  - 82,87 м (4 вагони)
  - 102,86 м (5 вагонів)
  - 165,74 м (8 вагонів)
- Довжина вагона:
  - Кінцеві вагони: 21 446 мм
  - Середні вагони: 19 990 мм
- Ширина: 2772 мм
- Висота: 3760 мм
- Двері: двостулкові розсувні  (2 з кожного боку на вагон)
- Максимальна швидкість: 121 км/год
- Вага:
  - 710/1: 144 тонни
  - 710/2: 151 тонна
  - 710/3: 182 тонни
- Електрифікація:
  - 25 кВ 50 Гц змінного струму
  - Третя рейка 750 В постійного струму (лише 710/2 та 710/3)
- Струмоприймач(и)
  - Пантограф (АС)
  - Рейковий (DC) (тільки 710/2 і 710/3)
- Візки: Bombardier Flexx-Eco
- Гальмівна система(и): повітряна, регенеративна (Knorr-Bremse[en] RZKK і RZTS)
- Система зчеплення: Dellner[en]
- Ширина колії: 1435 мм

## Використання
| Клас  | Оператор          | Кількість | Рік побудови | Вагонів у потязі | Нумерація     | опис                                                        |
| ----- | ----------------- | --------- | ------------ | ---------------- | ------------- | ----------------------------------------------------------- |
| 710/1 | London Overground | 30        | 2017-2020    | 4                | 710101–710130 | Змінний струм, лінії Лі-валлі та Ромфорд — Апмінстер.       |
| 710/2 | London Overground | 18        | 2017-2020    | 4                | 710256–710273 | Двосистемні, лінії Госпел-Оук — Баркінг та Watford DC line. |
| 710/3 | London Overground | 6         | 2017-2020    | 5                | 710374–710379 | Двосистемні, Watford DC line.                               |